# Akademische Freiheit (Malawi)
Die Akademische Freiheit in Malawi (engl. Academic Freedom) ist Aufhänger für anhaltende Proteste an der Universität Malawi seit Februar 2011. Spätestens seit der Demonstration vom 20. Juli 2011 beteiligten sich auch Personen ohne akademischen Hintergrund an den Protesten.

## Auslöser
Auslöser war die Festnahme des Politikprofessors Blessings Chisinga vom Chancellor College in Zomba nach seinen Aussagen über mögliche Ursachen des Arabischen Frühlings in Ägypten, Tunesien und anderen arabischen Staaten. Er zog dabei Parallelen zu Problemen in Malawi, wie beispielsweise die schlechte Versorgungslage mit Kraftstoff und ausländischen Währungen, die seiner Ansicht nach zu vergleichbaren Protesten führen könnten.
Einer seiner Studenten, angestellt bei der malawischen Polizei, gab diese Aussagen weiter, woraufhin Chisinga am 12. Februar festgenommen wurde. Zur Befragung fuhr der oberste Polizeichef Peter Mukhitho die 286 Kilometer von Lilongwe nach Zomba. Chisinga wurde vorgeworfen, er habe seine Studenten zu Protesten gegen das Regime aufgerufen und somit Unruhe im Land stiften wollen. Nach der Befragung wurde Chisinga wieder freigelassen.

## Proteste
Ausgelöst durch die Festnahme, protestierten zahlreiche Studenten und auch Professoren der Universität und verlangten eine Entschuldigung vom Polizeichef Peter Mukhito und eine Zusicherung für die akademische Freiheit in Malawi.
Unterstützung bekam Mukhito von Präsident Bingu wa Mutharika persönlich, der zu einer möglichen Entschuldigung sagte: 

„Peter Mukhito is the finest police (inspector-general) Malawi has ever had. He does his work with dedication. He (is), therefore, not going to apologise to anyone.“

„Peter Mukhito ist der beste Polizist den Malawi jemals hatte. Er erledigt seine Arbeit mit Leidenschaft. Aufgrund dessen wird er sich nicht entschuldigen, bei niemand.“

 Ironischerweise ist Präsident Bingu wa Mutharika der Kanzler der Universität von Malawi.
Des Weiteren verlangte der Präsident die Fortsetzung des Unterrichts ab dem 14. März 2011. Die Dozenten der Universität legten aber Widerspruch vor dem High Court in Zomba ein. Am 15. März wurde den Dozenten vom Richter Godfrey Mwase Recht gegeben und die Bestreikung der Universität fortgesetzt.
Begründet wurde die Bestreikung des Unterrichts durch Studenten und Dozenten von Jessie Kabwila-Kapasula, einer Leiterin des Chancellor College, wie folgt:

„We will not condone impunity and executive arrogance. An assurance of our safety is all we are asking for. If we are to be victimised for standing up to a principle, we are ready“

„Wir werden die Arroganz und die Straflosigkeit der Exekutive (gemeint ist die Polizei) nicht dulden. Das Einzige, was wir verlangen, ist eine Garantie unserer Sicherheit. Falls wir aber dadurch, dass wir zu unseren Prinzipien stehen, zu Opfern gemacht werden, so sind wir bereit.“

Nachdem am 14. Juli ein Gericht alle weiteren Demonstrationen verbieten ließ, kam es am 20. Juli erneut zu Demonstrationen in Lilongwe und Mzuzu um auf die Benzinknappheit im Land hinzuweisen. Diese Demonstration stach insofern aus den Protesten für akademische Freiheit heraus, als das sich auch andere Bevölkerungsschichten an den Demonstrationen beteiligten und die akademische Freiheit nicht mehr das Hauptthema für diese Demonstration war. Im Verlauf der Demonstrationen kamen außerdem mindestens achtzehn Menschen unter anderem durch Schussverletzungen ums Leben. Während dieser Proteste wurde vermehrt der Rücktritt der Regierung und insbesondere des Präsidenten Bingu wa Mutharika gefordert. Die Regierung reagierte auf die Proteste mit einem Berichterstattungsverbot, was von den westlichen Geberländern als sehr kritisch eingeschätzt wird.

## Unterstützung aus dem Ausland
Neben Amnesty International versuchen auch einige ausländische Studenten auf die Unterdrückung der akademischen Freiheit in Malawi aufmerksam zu machen. So zeigten Studenten der Martin-Luther-Universität Halle-Wittenberg ihre Sympathie, indem sie sich, wie die malawischen Studenten, den Mund mit roten Tüchern verbanden.